# Tiffany Ledbruten
Tiffany Ledbruten är en fiktiv romanfigur skapad av Terry Pratchett som förekommer i böckerna Små blå män, A Hat Full of Sky, Wintersmith och The Shepherd's Crown. På Nac Mac Feegle-språket heter hon Tir-far-thóinn, vilket betyder "Landet Under Vågen".

## Biografi
Tiffany är en ung blivande häxa som bor i Kritmarken. Hon träffar Nac Mac Feegle i boken Små blå män. Hon blir upplärd av, först och främst, Klarsyna Mistel och hennes padda, som är en förvandlad jurist. Tiffany använder ibland ord som hon slagit upp i sin farmors uppslagsbok, men inte vet hur de uttalas. Hon använder ofta stekpannor som vapen och älskar ost, och kan också ysta sin egen ost. Hon hävdar också att det borde finnas ett samlingsnamn för ord som, till skillnad från onomatopoetiska ord, låter som en sak borde låta, fast den inte gör det, som orden glimta, gnistra, glittra och glimma. Tiffany har också varit kelda i Nac Mac Feegle, och förlovad med Robban Alleman.

### Familj
Tiffanys mor och far nämns inte vid namn i Små blå män, till skillnad från hennes lillebror Wentworth och två av hennes sex systrar Grannlaga och Hanna. Hon har också en död farmor vid namn Sara Ledbruten. Sara var häxa och hade flicknamnet Sara Bråsk.